# Kościół Świętej Trójcy w Runowie Krajeńskim
Kościół Świętej Trójcy w Runowie Krajeńskim – rzymskokatolicki kościół parafialny należący do parafii pod tym samym wezwaniem (dekanat Łobżenica diecezji bydgoskiej).
jest to śwątynia późnorenesansowa o tradycjach gotyckich, murowana, orientowana. Wybudowana została na miejscu wcześniejszej w latach 1606-07. Ufundował ją Jan Orzelski, kasztelan rogoziński i starosta kościański. Budowla jest jednonawowa. Od strony zachodniej znajduje się kwadratowa wieża z cylindryczną wieżyczką schodową od strony południowej. Jest ona podzielona gzymsami i uskokami na cztery kondygnacje, z których dwie dolne ujęte są w narożnikach boniowaniem. Chór muzyczny jest podparty dwoma kamiennymi, kanelowanymi kolumnami i dwoma półkolumnami. Okna posiadają formę łuków ostrych. Wewnętrzne portale są kamienne, w kształcie prostokąta. Portal główny reprzentuje styl późnorenesansowy, jest kamienny i zamknięty półkoliście, ozdabia go ornament kwiatowy. Budowlę nakrywają dachy siodłowe, złożone z dachówki, lożę nakrywa dach wysoki trójspadowy, z kolei kruchtę - pulpitowy. Bogate wyposażenie świątyni powstało głównie w XVII i XVIII wieku.